# تيم بيلشر
تيم بيلشر (بالإنجليزية: Tim Belcher)‏ هو لاعب كرة قاعدة أمريكي، ولد في 19 أكتوبر 1961 في ماونت غيلاد في الولايات المتحدة.

## وصلات خارجية
- تيم بيلشر على موقع دوري كرة القاعدة الرئيسي (الإنجليزية)
- تيم بيلشر على موقعبيزبول رفرنس.كوم (الدوري الرئيسي) (الإنجليزية)
- تيم بيلشر على موقعبيزبول رفرنس.كوم (الدوري الثانوي) (الإنجليزية)
- تيم بيلشر على موقع إي إس بي إن.كوم (أم.أل.بي) (الإنجليزية)
- تيم بيلشر على موقع مشجعي الرسوم البيانية (الإنجليزية)